# Intricatotrypanius intricatus
Intricatotrypanius intricatus is een keversoort uit de familie boktorren (Cerambycidae). De wetenschappelijke naam van de soort is voor het eerst geldig gepubliceerd in 1956 door Gressitt.